# Lula Oliveira
André Luiz Oliveira ou simplesmente Lula Oliveira (Bahia, 1973) é um cineasta, roteirista, jornalista, músico, compositor e escritor de livros infantis brasileiro.

## Biografia
Lula Oliveira é graduado em comunicação social pela Faculdade de Comunicação (FACOM) da UFBA.
Envolvido com a produção de diversos filmes e vídeos associados com o cinema independente brasileiro dos anos 1990, ele foi assistente de direção em diversos filmes, especialmente Três Histórias da Bahia (dirigido por Sérgio Machado, José Araripe Júnior e Edyala Yglésias); no filme Eu Me Lembro (dirigido por Edgard Navarro); no filme Jardim das Folhas Sagradas (dirigido por Pola Ribeiro), no filme Cidade das Mulheres (dirigido por Lázaro Faria).
Ele também atuou ainda como produtor executivo do longa-metragem Cuíca de Santo Amaro – Ele o Tal em 2010 e dos curtas metragens Cães, em 2009, e Premonição, também no mesmo ano.
Lula Oliveira foi eleito presidente da Associação Baiana de Cinema e Vídeo (ABCV) em 2008.
Em 2012, ele foi nomeado para o cargo comissionado de Chefe da Representação na Bahia e Sergipe do Ministério da Cultura.
Em 2016, Lula Oliveira se tornou Coordenador de Difusão e Formulação da Secretaria do Audiovisual também do Ministério da Cultura.
Em 2021, ele estreou na carreira literária ao lançar o livro infanto-juvenil "A Estrelinha Fujona", pela editora baiana Pinaúna.

## Crítica cinematográfica
O cineasta Lula Oliveira é tratado por estudiosos das artes cinematográficas como um dos representantes da nova geração do cinema baiano (a chamada "Novíssima Onda do Cinema Baiano").
Todavia, o próprio Lula Oliveira é um crítico da expressão "cinema baiano", conforme se observa em palestra que ele deu em 2009, quando era presidente da ABCV, quando afirmou que essa expressão constitui um rótulo que: "Dá a idéia de restrição da arte audiovisual aqui produzida. Temos que produzir cinema para o mundo, para o mercado. Temos que fugir desse estigma, dessa rotulação. Parece que o cinema na Bahia é produzido aqui, rodado aqui e acaba aqui".

## Filmografia

### Curta-metragens
Lula Oliveira foi roteirista e/ou dirigiu os seguintes curta metragens:
- Horizonte Vertical (2001)[2][4][8];
- Na Terra do Sol (2005)[2][4][8][9].

### Documentários
Lula Oliveira foi roteirista e/ou dirigiu os seguintes documentários:
- O Quilombo do Iguape: Uma Estória de Vida, de Terra e de Direitos (2018)[2];
- Enseada (2021)[2]; e
- Trilha Patrimonial dos Caretas e Zambiapunga (2021)[2].

## Obras literárias

### Literatura infanto-juvenil
- A Estrelinha Fujona (2021)[2][4][5].

## Prêmios

### Cinema
- Prêmio: Melhor Video de Ficção, na 28ª Jornada Internacional de Cinema da Bahia (2001, pelo curta metragem "Horizonte Vertical")[2];
- Prêmio BNB: Melhor Curta-Metragem, na 33ª Jornada Internacional de Cinema da Bahia (2006, pelo curta metragem "Na Terra do Sol")[2][9];
- Troféu Candango, no Festival de Cinema de Brasília (2008, como produtor executivo do curta metragem "Cães")[6];